# Sam LaPorta
Samuel LaPorta (Highland, Illinois; 12 de enero de 2001) más conocido como Sam LaPorta, es un jugador profesional estadounidense de fútbol americano, se desempeña en la posición de tight end en Detroit Lions, en la National Football League (NFL).

## Carrera
Hizo su debut profesional con el equipo Detroit Lions, lleva jugando una temporada, comenzó en el 2023.